# Caproni Ca.1 (1910)
Cet article concerne l'avion de 1910. Pour le bombardier de la Première Guerre mondiale aussi appelé « Caproni Ca.32 », voir Caproni Ca.1 (1914).
Le Caproni Ca.1 a été le premier aérodyne conçu et construit par le pionnier italien de l'aviation Giovanni Battista Caproni. Il se caractérise par une architecture biplane, monomoteur à hélice double tractive, avec un fuselage en treillis et  empennage en queue. L'avion ne vola qu'une seule fois le 27 mai 1910 à Malpensa.

## Histoire
Giovanni Battista Caproni a débuté ses premières expériences dans l'aéronautique en 1908 avec le premier vol d'un planeur biplan dessiné et construit avec un ami roumain  Henri Coandă. Ces vols, réalisés près de Blaumal, dans les Ardennes françaises, lui reportèrent un certain succès qui l'encouragea à poursuivre dans cette voie. En 1909, il prend contact avec des personnes s'intéressant à l'aviation à Paris et assiste à quelques expériences de vol.
En 1909, il va conduire le projet de son premier avion motorisé, au mois de juin 1909, il se rend à Alexandrie en Italie, où il essaie de recueillir des fonds pour construire son premier avion. Après avoir terminé ses études en Belgique, il revient en Italie, dans son village natal d'Arco, le jeune Caproni âgé de seulement vingt trois ans, va recueillir auprès de parents et amis la somme nécessaire pour construire le biplan qui sera retenu avec l'appellation Caproni Ca.1.

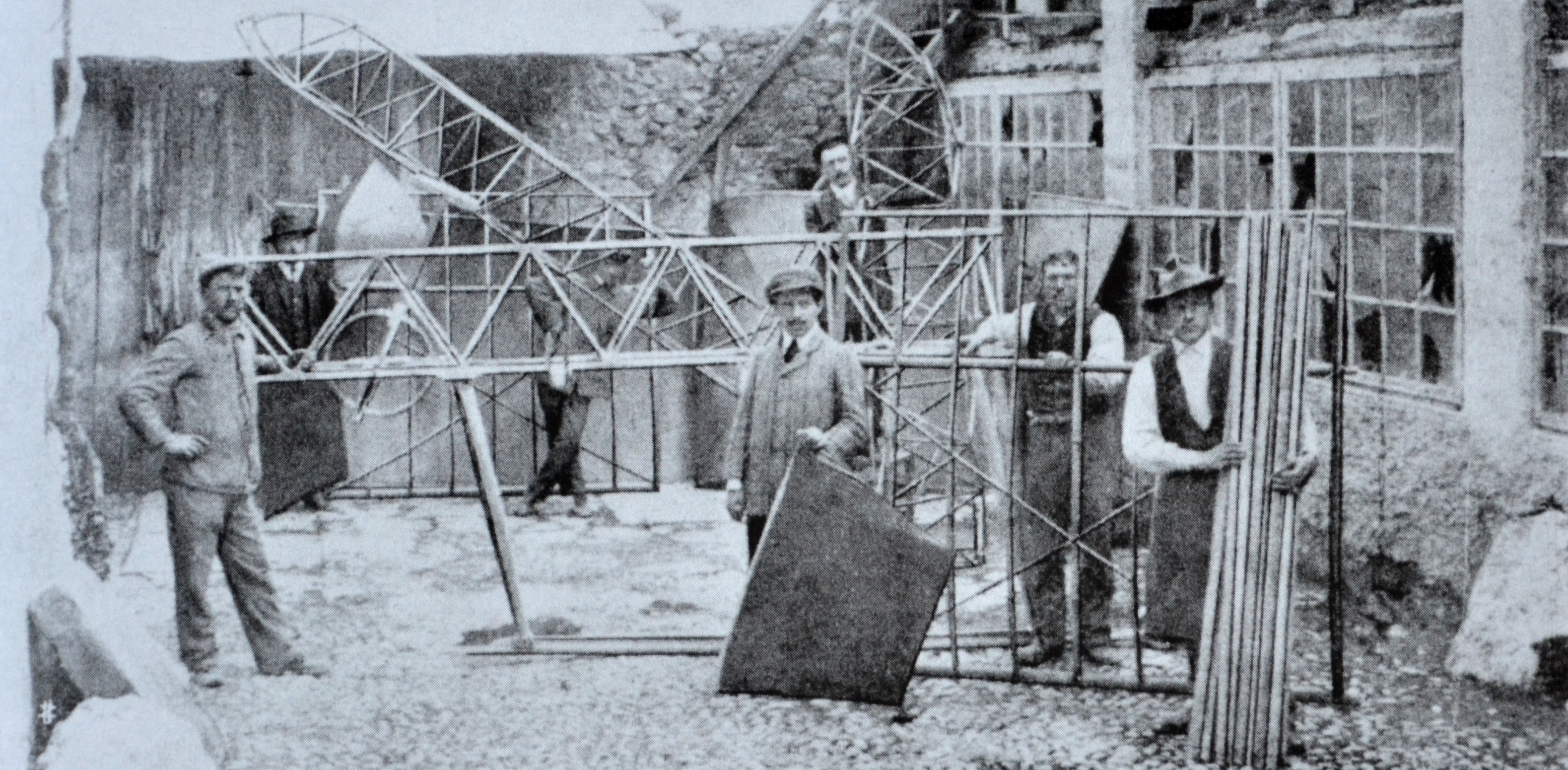
Une des phases initiales de la construction du Ca.1 - photographie prise à Arco fin 1909 / début 1910

Dans un petit atelier, aidé par trois menuisiers, entre le mois de décembre 1909 et le printemps 1910, Giovanni Battista Caproni se consacre à la construction de l'avion qui deviendra le Ca.1,. Toutefois, à cause de l'absence d'espaces adaptés pour faire décoller un avion dans le secteur montagneux de Trente, Caproni décide de se déplacer en Lombardie et rejoint son frère ainé Federico, depuis peu diplômé de la très réputée université Bocconi de Milan, qui va obtenir de la direction du Génie militaire italien l'autorisation pour s'installer à la ferme de la Malpensa. La ferme était située dans une zone semi-déserte qui servait, à cette époque de terrain d'entraînement pour la cavalerie. Il fallut construire un hangar près des bâtiments existants de la ferme. Le 5 avril 1910, les frères Caproni et leurs collaborateurs, les ouvriers d'Arco, Ernesto "Ernestin" Gaias et Ernesto "Erneston" Contrini, s'installent à la Malpensa. Les parties déjà construites du Ca.1 sont transportées d'Arco jusqu'à Ala sur plusieurs chariots et de Ala à Gallarate en train. Ces éléments partis le 8 avril sont arrivés à destination le 11.
L'assemblage final de l'avion est complété en quelques semaines mais Giovanni Battista Caproni devait encore trouver le moteur adéquat et un pilote. Pour le moteur, il s'adresse à la nouvelle entreprise turinoise Miller, qui s'était fait remarquer pour ses prouesses et qui vendait ses moteurs à des prix raisonnables. De plus, ils étaient de conception et de fabrication italienne ce qui ne pouvait que satisfaire pleinement Caproni qui était très patriote,. Malheureusement, le moteur choisi par Caproni, ne fit pas preuve d'une très grande fiabilité et il fut quasiment impossible de voler sans difficultés plus de quelques minutes. Pour le pilote, Caproni décida de confier la responsabilité du premier vol à un de ses ouvriers Ugo Tabacchi. À cette époque, en Italie, on trouvait déjà des pilotes brevetés, formés le plus souvent sur des avions Wright, qui auraient pu accepter la mission mais à des conditions très onéreuses que Caproni ne pouvait pas se permettre.
Les préparatifs pour la première expérience en vol se sont terminés en mai 1910.

## Technique
Le Caproni Ca.1 était un biplan léger et de petites dimensions, avec une configuration d'ailes en proue, un fuselage en treillis et empennages en queue.

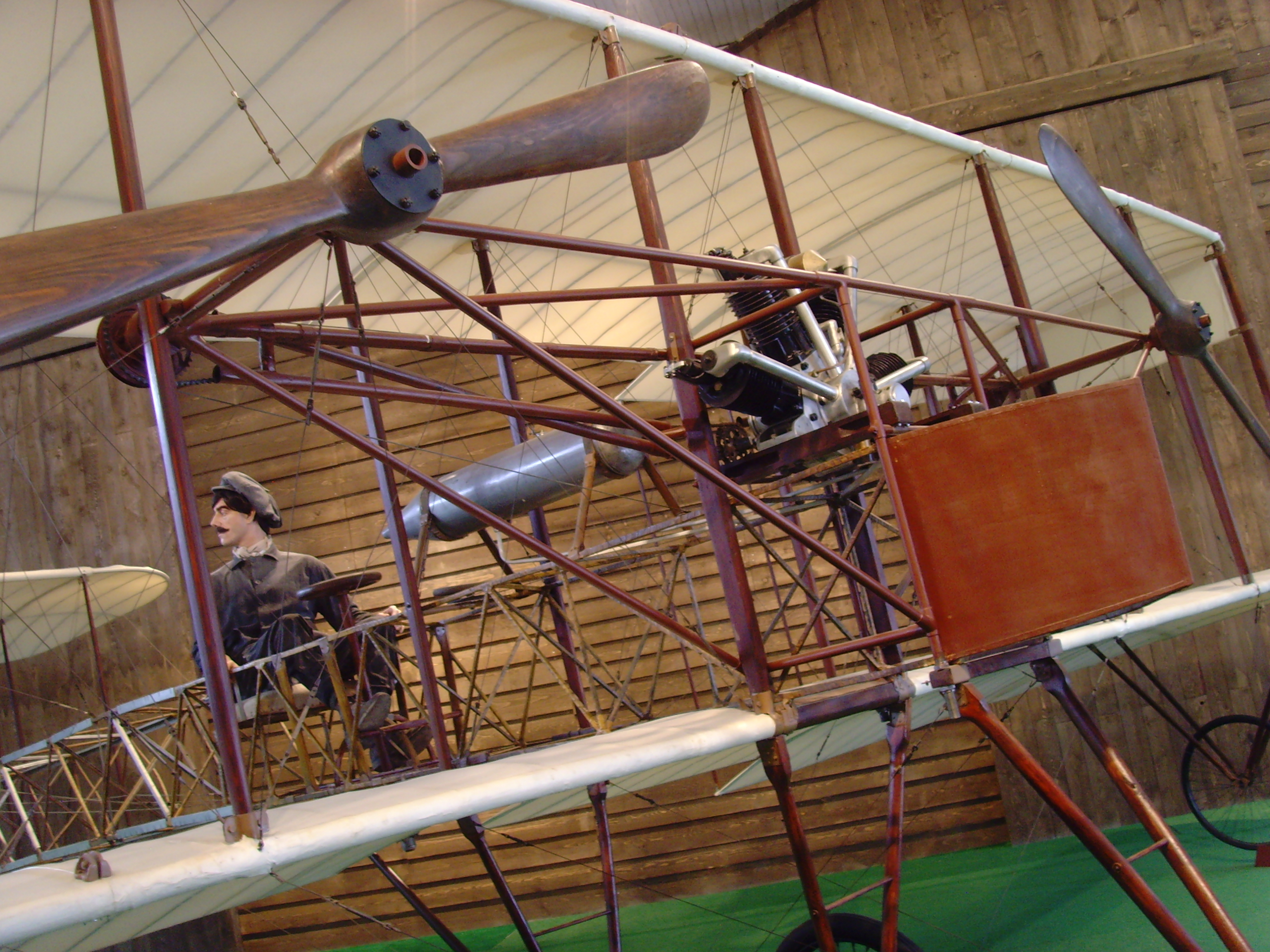
Le Ca.1 d'origine conservé au Musée de l'aviation de Volandia, près de l'aéroport international actuel de Milano Malpensa

Le fuselage comprend un treillis de section rectangulaire. L'âme de la structure est en bois Celtis australis et la rigidité des liaisons est assurée par des équerres en aluminium conférant légèreté et flexibilité à la structure, résistante et facile à réparer. Le coût élevé de ce type de construction engendra son abandon sur les modèles suivants. Le fuselage était pris entre la cellule biplane des ailes et le système d'empennage en queue. Les ailes, comprenant des ailerons articulés de conception traditionnelle, comprenant des longerons longitudinaux en tubes de bois contreplaqué et de nervures transversales en bois qui supportent le revêtement en toile. Entre les mâts qui relient les deux ailes qui, avec les tirants métalliques, garantissent la rigidité de la cellule des ailes, des plaques verticales de fermeture partielles amélioraient la stabilité de l'avion. le système d'empennage était composé de deux timons verticaux flexibles et de deux plans horizontaux portants pour assurer la stabilité horizontale, avec une partie fixe et une mobile. Cette dernière était contrôlée par le pilote à l'aide d'un petit volant. Le pilote pouvait également modifier l'angle d'incidence des deux groupes de surfaces portantes. L'aile, dès l'origine, avait fait l'objet d'un dépôt de brevet du système de modification de l'angle d'incidence et également celui des plans horizontaux de la queue, pour compenser les modifications apportées au réglage de l'angle d'incidence des ailes.
Le train d'atterrissage fixe, comprenait cinq roues de grand diamètre, dont deux étaient placées sous la section centrale de l'aile, deux à chaque extrémité de l'aile, et une sous la queue. La structure qui supportait les roues centrales avant se prolongeait vers l'avant pour constituer un patin anti-basculement et était muni, à son extrémité, de deux petites roues larges qui évitaient au patin de se ficher dans le sol.
Le groupe propulseur était composé d'un seul moteur du constructeur turinois Miller, un moteur 4 cylindres en éventail qui, avec deux chaînes de transmission, commandaient deux hélices bipales et tournant en sens contraire. Un système de sécurité breveté bloquait les deux hélices en cas de rupture d'une des deux chaînes. Pour mieux étudier le fonctionnement du système, l'angle des hélices avec l'avion était variable et les hélices comportaient un mécanisme leur permettant d'en modifier le pas.

## La suite de l'aventure

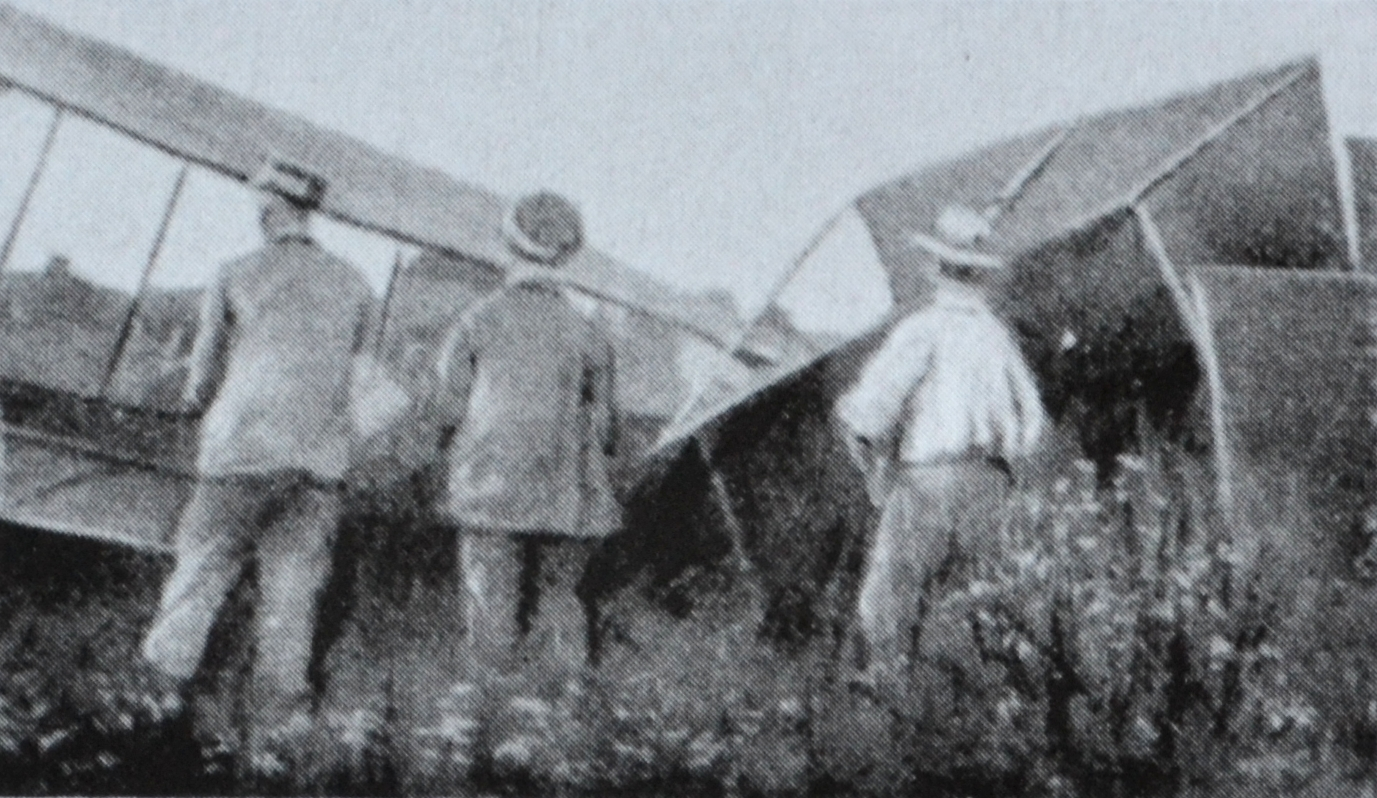
L'avion Ca.1 endommagé lors de l'atterrissage du premier vol

Quand l'assemblage de l'avion fut terminé, pendant plusieurs jours les mauvaises conditions climatiques empêchèrent le début des essais en vol. Il fallut attendre le 27 mai pour que les conditions de décollage soient réunies pour faire décoller le Ca.1. Ugo Tabacchi se mit aux commandes de l'avion et décolla au premier essai. Après un long trajet rectiligne, lors de l'atterrissage, le contact avec le sol fut un peu trop violent, certainement à cause du manque d'expérience du pilote dont c'était le premier vol. L'avion a été assez sérieusement endommagé mais le pilote pas blessé,,. Ce vol a été considéré comme un succès et démontra que les solutions aérodynamiques employées par Caproni étaient bonnes.
Giovanni Battista Caproni engagea immédiatement les travaux pour réparer son Ca.1 mais, en parallèle, débuta la construction d'un deuxième avion, le Caproni Ca.2. Il renonça à faire voler de nouveau le Ca.1 qui devint l'avion de formation pour Ugo Tabacchi pour se préparer au pilotage de son successeur, la Ca.2,.

## Exemplaires existants
Le Caproni Ca.1 ayant servi à l'essai en vol, après avoir été utilisé pour la formation d'Ugo Tabacchi, fut entreposé dans un hangar. Conscient de sa valeur historique, Giovanni Battista Caproni et son épouse l'ont conservé avec beaucoup de soins, comme tous les documents d'étude et d'essais, jusqu'à leur décès. En 1927, ils ont créé à Taliedo, le Musée de l'aéronautique Gianni-Caproni où le Ca.1 est exposé avec ses successeurs historiques. Le Musée a été déplacé durant la Seconde Guerre mondiale pour préserver les modèles exposés des risques de bombardements. Le Ca.1 a été caché à Venegono Superiore, dans la maison particulière de la famille Caproni et y est resté jusqu'en 2007. Après avoir bénéficié d'une restauration, il est depuis exposé dans le Parc et Musée de l'aviation de Volandia, près de l'aéroport de Milan Malpensa.
Le Caproni Ca.1 de Volandia est le plus ancien aéronef conservé en Italie.
Une copie du Caproni Ca.1 a été réalisée durant les années 2000. Après avoir été exposé durant plusieurs jours dans les jardins du casino d'Arco en septembre 2009, Mario Marangoni a réalisé une copie parfaite dans les moindres détails de l'avion en mai 2010 qui a été exposée lors du centenaire du premier vol du Ca.1.

## Nota important
Au sein de la société des avions Caproni, le code usine des modèles comportait la puissance totale des moteurs. Quand la Regia Aeronautica commença à utiliser les premiers avions Caproni de série, elle les renomma selon le premier modèle Ca.1, appellation déjà utilisée par l'avionneur pour désigner son premier modèle en 1910, le Caproni Ca.1.  
Après la Première Guerre mondiale, la société Caproni renomma, rétroactivement, ses modèles pour éviter toute confusion, avec des numéros à partir de 30 alors que les mêmes modèles recevaient une désignation militaire à 1 chiffre. 
Selon ce principe, le Ca.31 reçu la désignation militaire Ca.1, le Ca.32 était le Ca.2, le Ca.33 correspondait au Ca.3 dans l'armée de même que ses variantes Ca.34, 35, 36, 37, 39 et une version civile le Ca.56a. Ensuite, la série militaire Ca.4 fut constituée des modèles Caproni Ca.40, 41, 42, 43, 51 et 52. La série militaire suivante Ca.5  regroupât les bombardiers Ca.44, 45, 46, 50, l'hydravion Ca.47 et un avion civil le Ca.57. 
Le Ca.18, petit avion de reconnaissance construit avant la guerre, constitue l'exception. 